# Chandra Kurt
Chandra Kurt (* 1968 in Colombo) zählt zu den bekanntesten Schweizer Wein-Autoren und Weinkritikern. Sie hat über ein Dutzend Weinbücher verfasst, darunter den Bestseller «Weinseller» und das Prosawerk «Wine Tales – Geschichten zwischen Tagliatelle und Soutane».
Kurts Liebe zum Wein begann in Italien, wo ihre Grosseltern in der Emilia-Romagna lebten. Die Weingeniesserin ist zudem im Redaktionsteam von Hugh Johnsons «Der kleine Johnson» und Jancis Robinsons «Oxford Lexikon» sowie Mitglied der Londoner Vereinigungen «Circle of Wine Writers» und «Society of Authors». Chandra Kurt pendelt zwischen Zürich, Reggio nell’Emilia und London, wo sie neben ihrer schreibenden Tätigkeit als Weinconsultant arbeitet.

## Auszeichnungen
- Goldene Rebschere 2006
- Lanson Buch-Award für «Chandras Weintipps», 2006
- «WineTales» den Preis als bestes Weinbuch des Jahres 2006 (verliehen durch die Sommeliervereinigung Italiens)

## Schriften
- Weinseller. 1, 1998/1999 (1998) ff., ZDB-ID 1454268-7.
- Chandra’s Wein Basics. Ein praktischer Weinratgeber. Werd, Zürich 2001, ISBN 3-85932-360-1.
- Chandra’s Weinkeller. Ein praktischer Weinratgeber. Werd, Zürich 2002, ISBN 3-85932-417-9.
- Chandras Weinlese. Weine zum Geniessen. Werd, Zürich 2004, ISBN 3-85932-467-5.
- Sex Sells. Warum man sich für Werbung auszieht. Orell Füssli, Zürich 2004, ISBN 3-280-05082-0.
- Wine Tales. Geschichten zwischen Tagliatelle und Soutane. Orell Füssli, Zürich 2004, ISBN 3-280-05105-3.
- Drink Pink. Roséweine zum Entdecken. Orell Füssli, Zürich 2005, ISBN 3-280-05123-1.
- I racconti del vino. Quindici storie per quindici grandi bottiglie. Aliberti Editore,  2005, ISBN 88-7424-104-6.
- Chandras Weintipps. Tipps für den täglichen Weingenuss. Werd, Zürich 2006, ISBN 3-85932-500-0.
- mit Stuart Pigott, Andreas Durst, Ursula Heinzelmann, Manfred Lüer, Stephan Reinhardt: Wein spricht Deutsch. Weine, Winzer, Weinlandschaften. Scherz, Frankfurt am Main 2007, ISBN 978-3-502-19000-4.
- Whisky & Food. Kulinarischer Genuss von Scotch Whisky. Vom Apéro zum Menü. Orell Füssli, Zürich 2007, ISBN 978-3-280-05253-2.
- Co-Autorin: Cotta's Kulinarischer Almanach. Nr. 16, 2008, ZDB-ID 1184819-4.